# Грецька федерація футболу
Грецька федерація футболу (грец. Ελληνική Ποδοσφαιρική Ομοσπονδία (EPO)) — організація, що здійснює контроль і управління футболом в Греції. Заснована у 1926 році. Член ФІФА з 1927 року та УЄФА з 1954 року.
Офіс розташований в Афінах. Під егідою Футбольної федерації Греції проводяться змагання в Грецькій Суперлізі, Кубку Греції. Федерація організовує діяльність та управління національними збірними з футболу, в їх число входить також і головна збірна країни.